# Guatemala nos Jogos Olímpicos de Verão de 2024
Guatemala competiu nos Jogos Olímpicos de Verão de 2024 realizados em Paris, na França, entre 26 de julho e 11 de agosto de 2024. Foi a 16.ª participação do país nos Jogos Olímpicos de Verão desde a estreia em Helsinque 1952.
Foi representado por 16 atletas que competiram em sete esportes. Conquistou duas medalhas, sendo uma de ouro com Adriana Ruano na fossa olímpica para mulheres no tiro esportivo, e uma de bronze com Jean Pierre Brol no mesmo evento para homens. Ruano conquistou a primeira medalha de ouro da Guatemala em Jogos Olímpicos.

## Medalhas
| Atleta           | Esporte | Evento                   | Medalha |
| ---------------- | ------- | ------------------------ | ------- |
| Adriana Ruano    | Tiro    | Fossa olímpica feminino  | Ouro    |
| Jean Pierre Brol | Tiro    | Fossa olímpica masculino | Bronze  |

## Competidores
Esta foi a participação por modalidade nesta edição:
| Esporte          | Masculino | Feminino | Total |
| ---------------- | --------- | -------- | ----- |
| Atletismo        | 4         | 1        | 5     |
| Badminton        | 1         | 0        | 1     |
| Judô             | 0         | 1        | 2     |
| Natação          | 1         | 1        | 2     |
| Pentatlo moderno | 1         | 1        | 2     |
| Tiro             | 2         | 2        | 4     |
| Vela             | 1         | 0        | 1     |
| Total            | 10        | 6        | 16    |

## Desempenho

### Atletismo
- Q = Qualificado para a próxima fase
- q = Qualificado para a próxima fase como o perdedor mais rápido ou, em eventos de campo, pela posição sem atingir o alvo para qualificação
- N/A = Fase não aplicável para o evento
- Bye = Atleta não precisou disputar aquela fase

Masculino
Eventos de pista e estrada
| Atleta                  | Evento       | Baterias | Baterias | Final       | Final       | Ref.  |
| Atleta                  | Evento       | Tempo    | Pos.     | Tempo       | Pos.        | Ref.  |
| ----------------------- | ------------ | -------- | -------- | ----------- | ----------- | ----- |
| Luis Grijalva           | 5000 m       | 13:58.81 | 16       | Não avançou | Não avançou | [ 6 ] |
| Alberto González Mindez | Maratona     | N/A      | N/A      | 2:22:12     | 66          | [ 7 ] |
| José Alejandro Barrondo | 20 km marcha | N/A      | N/A      | 1:24:17     | 38          | [ 8 ] |
| Érick Barrondo          | 20 km marcha | N/A      | N/A      | 1:26:19     | 43          | [ 9 ] |

Feminino
Eventos de pista e estrada
| Atleta            | Evento | Preliminar | Preliminar | Baterias | Baterias | Semifinal   | Semifinal   | Final       | Final       | Ref.   |
| Atleta            | Evento | Tempo      | Pos.       | Tempo    | Pos.     | Tempo       | Pos.        | Tempo       | Pos.        | Ref.   |
| ----------------- | ------ | ---------- | ---------- | -------- | -------- | ----------- | ----------- | ----------- | ----------- | ------ |
| Mariandrée Chacón | 100 m  | 11.90      | 3 Q        | 12.06    | 9        | Não avançou | Não avançou | Não avançou | Não avançou | [ 10 ] |

### Badminton
Masculino
| Atleta       | Evento  | Fase de grupos       | Fase de grupos       | Fase de grupos       | Fase de grupos | Oitavas              | Quartas              | Semifinal            | Final / DB           | Final / DB  | Ref.   |
| Atleta       | Evento  | Adversário Resultado | Adversário Resultado | Adversário Resultado | Pos.           | Adversário Resultado | Adversário Resultado | Adversário Resultado | Adversário Resultado | Pos.        | Ref.   |
| ------------ | ------- | -------------------- | -------------------- | -------------------- | -------------- | -------------------- | -------------------- | -------------------- | -------------------- | ----------- | ------ |
| Kevin Cordón | Simples | IND L Sen D 0–2      | INA J Christie D DNS | BEL J Carraggi D DNS | RET            | Não avançou          | Não avançou          | Não avançou          | Não avançou          | Não avançou | [ 11 ] |

### Judô
Feminino
| Atleta           | Evento    | Primeira fase           | Oitavas              | Quartas              | Semifinais           | Repescagem           | Final / DB           | Final / DB | Ref.   |
| Atleta           | Evento    | Adversário Resultado    | Adversário Resultado | Adversário Resultado | Adversário Resultado | Adversário Resultado | Adversário Resultado | Pos.       | Ref.   |
| ---------------- | --------- | ----------------------- | -------------------- | -------------------- | -------------------- | -------------------- | -------------------- | ---------- | ------ |
| Jacqueline Solís | Até 48 kg | RSA G Whitebooi D 01–10 | Não avançou          | Não avançou          | Não avançou          | Não avançou          | Não avançou          | =17        | [ 12 ] |

### Natação
Masculino
| Atleta         | Evento       | Eliminatórias | Eliminatórias | Semifinal   | Semifinal   | Final       | Final       | Ref.   |
| Atleta         | Evento       | Tempo         | Pos.          | Tempo       | Pos.        | Tempo       | Pos.        | Ref.   |
| -------------- | ------------ | ------------- | ------------- | ----------- | ----------- | ----------- | ----------- | ------ |
| Erick Gordillo | 200 m medley | 2:02.24       | 18            | Não avançou | Não avançou | Não avançou | Não avançou | [ 13 ] |

Feminino
| Atleta       | Evento       | Eliminatórias | Eliminatórias | Semifinal   | Semifinal   | Final       | Final       | Ref.   |
| Atleta       | Evento       | Tempo         | Pos.          | Tempo       | Pos.        | Tempo       | Pos.        | Ref.   |
| ------------ | ------------ | ------------- | ------------- | ----------- | ----------- | ----------- | ----------- | ------ |
| Lucero Mejía | 100 m costas | 1:03.42       | 28            | Não avançou | Não avançou | Não avançou | Não avançou | [ 14 ] |

### Pentatlo moderno
| Atleta           | Evento    | Esgrima ranqueamento (espada um toque) | Esgrima ranqueamento (espada um toque) | Semifinal | Semifinal             | Semifinal             | Semifinal          | Semifinal          | Semifinal                                             | Semifinal                                             | Semifinal | Semifinal | Final       | Final                 | Final                 | Final              | Final              | Final                                                 | Final                                                 | Final       | Final       | Ref.   |
| Atleta           | Evento    | Esgrima ranqueamento (espada um toque) | Esgrima ranqueamento (espada um toque) | FBR       | Natação (200 m livre) | Natação (200 m livre) | Equitação (saltos) | Equitação (saltos) | Combinado: tiro/corrida (pistola de ar 10 m)/(3200 m) | Combinado: tiro/corrida (pistola de ar 10 m)/(3200 m) | Pts tot.  | Pos.      | FBR         | Natação (200 m livre) | Natação (200 m livre) | Equitação (saltos) | Equitação (saltos) | Combinado: tiro/corrida (pistola de ar 10 m)/(3200 m) | Combinado: tiro/corrida (pistola de ar 10 m)/(3200 m) | Pts tot.    | Pos.        | Ref.   |
| Atleta           | Evento    | V–D                                    | Pts MP                                 | Pts       | Tempo                 | Pts MP                | Pen.               | Pts MP             | Tempo                                                 | Pts MP                                                | Pts tot.  | Pos.      | Pts         | Tempo                 | Pts MP                | Pen.               | Pts MP             | Tempo                                                 | Pts MP                                                | Pts tot.    | Pos.        | Ref.   |
| ---------------- | --------- | -------------------------------------- | -------------------------------------- | --------- | --------------------- | --------------------- | ------------------ | ------------------ | ----------------------------------------------------- | ----------------------------------------------------- | --------- | --------- | ----------- | --------------------- | --------------------- | ------------------ | ------------------ | ----------------------------------------------------- | ----------------------------------------------------- | ----------- | ----------- | ------ |
| Andrés Fernández | Masculino | 15–20                                  | 200                                    | 0         | 1:59.23               | 312                   | 57.14              | 286                | 10:36.88                                              | 664                                                   | 1462      | 13        | Não avançou | Não avançou           | Não avançou           | Não avançou        | Não avançou        | Não avançou                                           | Não avançou                                           | Não avançou | Não avançou | [ 15 ] |
| Sophia Hernández | Feminino  | 15–20                                  | 202                                    | 2         | 2:22.83               | 265                   | 58.23              | 293                | 12:45.04                                              | 535                                                   | 1295      | 16        | Não avançou | Não avançou           | Não avançou           | Não avançou        | Não avançou        | Não avançou                                           | Não avançou                                           | Não avançou | Não avançou | [ 16 ] |

### Tiro
Masculino
| Atleta             | Evento         | Qualificação | Qualificação | Final       | Final             | Ref.   |
| Atleta             | Evento         | Marca        | Pos.         | Marca       | Pos.              | Ref.   |
| ------------------ | -------------- | ------------ | ------------ | ----------- | ----------------- | ------ |
| Jean Pierre Brol   | Fossa olímpica | 122          | 5 Q          | 35          | Medalha de bronze | [ 17 ] |
| Sebastián Bermúdez | Skeet          | 117          | 21           | Não avançou | Não avançou       | [ 18 ] |

Feminino
| Atleta        | Evento         | Qualificação | Qualificação | Final       | Final           | Ref.   |
| Atleta        | Evento         | Marca        | Pos.         | Marca       | Pos.            | Ref.   |
| ------------- | -------------- | ------------ | ------------ | ----------- | --------------- | ------ |
| Adriana Ruano | Fossa olímpica | 122          | 3 Q          | 45          | Medalha de ouro | [ 19 ] |
| Waleska Soto  | Fossa olímpica | 115          | 19           | Não avançou | Não avançou     | [ 20 ] |

### Vela
Eventos com regata da medalha
| Atleta              | Evento | Regatas | Regatas | Regatas | Regatas | Regatas | Regatas | Regatas | Regatas | Regatas | Regatas | Regatas | Regatas | Regatas | Regatas | Regatas | Regatas | Pontos | Pos. | Ref.   |
| Atleta              | Evento | 1       | 2       | 3       | 4       | 5       | 6       | 7       | 8       | 9       | 10      | 11      | 12      | 13      | 14      | 15      | M*      | Pontos | Pos. | Ref.   |
| ------------------- | ------ | ------- | ------- | ------- | ------- | ------- | ------- | ------- | ------- | ------- | ------- | ------- | ------- | ------- | ------- | ------- | ------- | ------ | ---- | ------ |
| Juan Ignacio Maegli | Laser  | 21      | 22      | 8       | 3       | 9       | 33      | 44      | 15      | —       | —       | —       | —       | —       | —       | —       | EL      | 111    | 16   | [ 21 ] |